# Guerra Civil Colombiana (1884–1885)
A Guerra Civil Colombiana de 1884–1885 foi um conflito em escala de guerra civil que ocorreu no Estados Unidos da Colômbia (atualmente correspondente ao Panamá e a Colômbia) entre as forças da ala radical do Partido Liberal Colombiano contra o governo de Rafael Núñez, Partido Conservador Colombiano e a ala moderada do partido Liberal.
A Guerra civil se iniciou em Agosto de 1884 e se encerrou em Novembro de 1885 com a vitória do governo, em um saldo de c. 10,000 mortes.

## Origem
Uma tensão cresceu dentro da Colômbia depois que os liberais radicais acusaram o presidente Rafael Núñez de interferir nos assuntos internos dos estados e aplicar políticas centralizadoras.

## O Conflito
Em Agosto de 1884, levantes armadas começaram no estado de Santander (atualmente um departamento da colômbia), contra o presidente do estado, Solon Wilches. Em 11 de Janeiro de 1885, houve outro levante em Tuluá, no qual foi reprimido pelo general Juan Evangelista Ulloa. De todo modo, o General Francisco Escobar e o Coronel Guilhermo Marquez se posicionaram a favor dos rebeldes em Buenaventura, organizando suas tropas e armando-as com equipamentos mais modernos que haviam disponíveis no país à época.
Em 30 de Janeiro, rompe a Batalha de Hatoviejo, e em 7 de Fevereiro, a Batalha de Vijes, com o general Ulloa derrotando Marquez. Perto de Roldanillo, o coronel Rafael Reyes também teve uma vitória sobre Marquez, forçado a recuar para Cartago com apenas 25 homens restantes. Em Cartago, Marquez se uniu as forças também rebeldes de Valentin Deas e Manuel Antonio Angel, que estavam com 3,000 soldados ativos. Estas tropas vieram de Antioquia, estado onde o governador, Luciano Restrepo, também havia se unido aos rebeldes.
Em 23 de fevereiro, ocorreu a Batalha de Santa Bárbara de Cartago (es), que durou 10 horas. Nesta batalha, as forças do governo infligiram uma grande derrota aos rebeldes, que perderam cerca de 500 mortos e 1.000 feridos. No entanto, inúmeras batalhas continuaram por todo o país depois disso.
Em abril de 1885, eclodiu a crise do Panamá de 1885 . Quando a maioria das tropas do governo deixou o estado do Panamá para lutar na Colômbia, uma rebelião eclodiu no Panamá e uma pequena frota dos EUA chegou em apoio aos rebeldes. Quando o Chile, que apoiava o governo colombiano, enviou o cruzador protegido Esmeralda para a Cidade do Panamá, os Estados Unidos retiraram-se do Panamá e o governo colombiano retomou o controlo da cidade em 30 de abril.
Após a decisiva Batalha de La Humareda em 17 de junho no Departamento de Bolívar, a Guerra Civil Colombiana finalmente terminou em novembro de 1885 com a rendição dos generais Focion Soto e Siervo Sarmiento. Num comício em Bogotá após a vitória na Batalha de La Humareda, o Presidente Núñez declarou: “A Constituição de 1863 já não é válida.”

## Consequências
O triunfo das forças governamentais serviu de pretexto para que o presidente Núñez anunciasse o fim da vigência da Constituição de 1863, inspirada no radicalismo liberal. Ele lançou uma profunda reforma constitucional que culminou com a adoção da Constituição Colombiana de 1886.